# John Carpenter
John Howard Carpenter (Carthage, 16 gennaio 1948) è un regista, sceneggiatore, compositore, musicista, attore, produttore cinematografico e montatore statunitense.
Regista di numerose pellicole horror, thriller e fantascientifiche, viene considerato uno dei migliori cineasti specializzati in tali generi; i suoi film più famosi sono Distretto 13 - Le brigate della morte (1976), Halloween - La notte delle streghe (1978), Fog (1980), 1997: Fuga da New York (1981), La cosa (1982), Grosso guaio a Chinatown (1986), Essi vivono (1988) e Il seme della follia (1994) ed ha esordito con Dark Star. Oltre a dirigere, Carpenter ha composto la colonna sonora di molti suoi film.

## Biografia

### Origini e prime opere
Nato a Carthage, nello stato di New York, Carpenter cresce a Bowling Green (Kentucky). Si diploma alla Western Kentucky University, dove il padre insegna musica. La sua carriera nel cinema inizia con una serie di cortometraggi come Revenge of the Colossal Beasts, in cui compaiono già alcuni dei temi tipicamente "carpenteriani". Nel 1968 si iscrive alla University of Southern California, ma dopo 4 anni abbandona gli studi senza riuscire a laurearsi.
Nel 1970 cura la sceneggiatura, insieme a Nick Castle e altri, il montaggio e le musiche del cortometraggio The Resurrection of Broncho Billy, omaggio al genere western. Carpenter instaurerà poi un rapporto di grande amicizia con Castle, tanto che sarà proprio lui ad interpretare Michael Myers in Halloween - La notte delle streghe. Il film vince l'Oscar al miglior cortometraggio e rende noto Carpenter nel campo del cinema indipendente.
Dopo The Resurrection of Broncho Billy, Carpenter lavora - insieme all'amico Dan O'Bannon - su Dark Star, una commedia fantascientifica in cui il protagonista vero e proprio è una bomba mandata nello spazio siderale da un gruppo di astronauti. Inizia qui la collaborazione con il regista Tommy Lee Wallace, che per questa pellicola lavora alla scenografia. Nato come tesi di laurea, il film viene distribuito solo dopo aver vinto una causa legale contro l'Università, che ne voleva proibire la circolazione.

### I primi successi
Nel 1976, Carpenter concepisce il film Distretto 13 - Le brigate della morte. Girato in soli 20 giorni, con un budget di 100 000 dollari, il film ne guadagna 20 040 895 $ e viene ritenuto da molti critici uno dei migliori film di genere statunitensi degli anni settanta, grazie ai tanti rimandi di critica sociale che il racconto sottende. In questo film va in scena il primo grande anti-eroe carpenteriano, Napoleon Wilson. Il film, ambientato a Los Angeles, mette in scena una società dominata dalla violenza, in cui le forze dell'ordine sono costrette a ritirarsi da alcune aree disadattate e ormai in completa balia della ferocia delle gang e ribaltando in tal modo il mito della frontiera del genere western. Anche la colonna sonora del film è diventata iconica.
Nel 1978 Carpenter inizia a lavorare ad uno slasher, Halloween - La notte delle streghe. L'idea del film nasce insieme alla sceneggiatrice e produttrice Debra Hill, sua futura moglie. Ispirato da Profondo rosso di Dario Argento per la colonna sonora e da Reazione a catena di Mario Bava per la trama, il film è considerato come il prototipo per tutti gli slasher successivi. Il film è ricco inoltre di riferimenti a Psyco di Alfred Hitchcock, a partire dalla trama fino a giungere all'attrice protagonista Jamie Lee Curtis, figlia di Janet Leigh.
Dopo il successo commerciale di Halloween - La notte delle streghe, il regista prende un periodo di pausa dal cinema, dedicandosi a due regie televisive: Pericolo in agguato e Elvis, il re del rock, con quest'ultimo che segna la prima collaborazione tra Carpenter e Kurt Russell, che in seguito darà il volto ai più celebri anti-eroi del regista. Le pellicole ottengono un buon successo e insieme ai fondi ricavati dalla produzione di Halloween, il regista torna sul grande schermo con Fog, ispirato a un evento realmente accaduto nel XVIII secolo in una cittadina vicino a Santa Barbara e alle opere di Lovecraft. Nonostante vi siano pochi effetti speciali, Carpenter riesce a creare un horror di grande atmosfera.

### Gli anni ottanta, l'apice creativo
Nel 1981 Carpenter si mette all'opera su un soggetto scritto negli anni settanta per Clint Eastwood dopo lo scandalo Watergate, quando negli Stati Uniti la sfiducia per le istituzioni aveva raggiunto i massimi livelli. Sempre al fianco di Debra Hill e Kurt Russell, crea uno dei suoi film più politicamente impegnati: 1997: Fuga da New York. La pellicola è un misto di western e fantascienza che ottiene un successo enorme, tanto che il personaggio di Jena (Snake) Plissken sarà il modello per una nuova generazione di anti-eroi: un esempio è 2019 - Dopo la caduta di New York, di Sergio Martino, remake italiano che tuttavia pretende di essere stato l'ispiratore di 1997).
Nel 1982, Carpenter gira il film La cosa, con Kurt Russell nel ruolo dell'esploratore John MacReady, in lotta con un primordiale alieno mutaforma che aggredisce uno ad uno gli scienziati bloccati in una base antartica. La pellicola si basa fedelmente sul racconto di John W. Campbell, La "cosa" da un altro mondo (Who Goes There?, 1938), che era già stato fonte di ispirazione per il film La cosa da un altro mondo, classico di Howard Hawks da cui il film di Carpenter si discosta molto, inserendo riferimenti ed atmosfere ispirate ancora una volta alla letteratura di Howard Phillips Lovecraft. Per la composizione della colonna sonora, in questa circostanza Carpenter si affida al maestro Ennio Morricone. Il film andò male al botteghino, probabilmente a causa della ravvicinata uscita di E.T. l'extra-terrestre di Steven Spielberg. Inoltre molti diedero la colpa del fallimento agli effetti speciali creati da Rob Bottin, all'epoca ritenuti eccessivamente grotteschi. Il film è stato in seguito ampiamente rivalutato, fino a raggiungere la considerazione di cui gode oggi.
Mentre ultima la sceneggiatura del film Il signore della morte, secondo capitolo della saga di Halloween affidato a Rick Rosenthal, Carpenter inizia a leggere Christine - La macchina infernale, un romanzo horror di Stephen King che riprende alcune delle tematiche care al cinema d'exploitation del decennio precedente (come La macchina nera e Duel), dal quale trae un film a basso costo ma di gran successo, al quale parteciperanno - tra gli altri - Kelly Preston ed Harry Dean Stanton.
Subito dopo, mentre è ancora in trattativa per comporre la colonna sonora del terzo capitolo della saga di Halloween, Carpenter matura l'idea di Starman, con Jeff Bridges nel ruolo di un alieno antropomorfo che giunto sulla terra si innamora, abbandonando per una volta le tematiche cupe per quelle più morbide della commedia romantica. Il film si rivela un fallimento, ma viene tutt'oggi ricordato positivamente da molti fan.
Durante la pausa tra La cosa ed il successivo Grosso guaio a Chinatown, Carpenter scrive la sceneggiatura di un film catastrofico a matrice solare, dal titolo Meltdown. Doveva essere girato con Dolph Lundgren e parlava di una catastrofe avvenuta a causa di alcune bombe atomiche che rischiavano di far collidere la Terra con il Sole. A causa di alcuni dissidi con la produzione il film non venne mai girato, ma è stato recentemente riscoperto e realizzato da Rick Drew, direttamente in DVD.
Nel 1986, Carpenter si dedica alla regia di Grosso guaio a Chinatown, sempre accompagnato da Kurt Russell. Il film, dal budget non indifferente, viene accolto male da pubblico e critica, ma segna comunque una svolta nella sua carriera. Considerato quasi solamente una parodia del cinema d'azione di quel periodo, in realtà il film vuole essere soprattutto un omaggio al cinema orientale di arti marziali di genere Fantastico, il Wuxia, all'epoca già tramontato in Occidente.
In seguito Carpenter stipula un contratto con la Universal: nel contratto rientrano i film Il signore del male del 1987, teorico e pessimista con Donald Pleasence, Essi vivono del 1988, pellicola di fantascienza e satira sul consumismo e status quo, i messaggi subliminali e la manipolazione dei mass media con Roddy Piper, ed Avventure di un uomo invisibile, commistione fra commedia, thriller e fantasy con protagonista Chevy Chase, del 1992. I film hanno pochissimo successo, anche se oggi sono considerati dei "cult" presso il pubblico cinefilo.

### Gli anni novanta e il declino commerciale
Nel 1993 Carpenter co-dirige con i colleghi Tobe Hooper e Larry Sulkis il film horror a episodi per la televisione Body Bags - Corpi estranei. Gli episodi avrebbero dovuto essere parte di una serie televisiva antologica sulla falsariga de I racconti della cripta. L'emittente Showtime decise però di ritirarsi dal progetto; Carpenter allora girò un prologo, in cui egli stesso recita anche il ruolo del medico legale/narratore, facendo diventare la pellicola una antologia horror. Nel film figurano inoltre numerosi camei di registi famosi, come Wes Craven e Sam Raimi, o personalità di spicco del cinema horror come il truccatore Greg Nicotero.
In questo periodo gli vengono offerte le regie di Top Gun, Attrazione fatale, Il bambino d'oro, Senza via di scampo, Star Trek e The Philadelphia Experiment, ma Carpenter le rifiuta.
Il 1995 è l'anno di Il seme della follia, il terzo e ultimo capitolo della cosiddetta "trilogia dell'Apocalisse" (apertasi nel 1982 con La cosa e proseguita nel 1987 con Il signore del male), con Sam Neill. Influenzato ancora dai romanzi di Lovecraft ed Allan Poe, il film si configura come una complessa osservazione sull'arte della narrazione cinematografica e letteraria, in cui compaiono ricorrenti omaggi al cinema del passato. Tiepidamente accolto dai critici, venne in seguito rivalutato come cult.
Dopo il lavoro con Neill, Carpenter si dedica al remake de Il villaggio dei dannati. Anche in questo caso Carpenter fallisce al botteghino e dunque l'anno successivo decide di farsi finanziare per girare il sequel di 1997: Fuga da New York, intitolato Fuga da Los Angeles, con Kurt Russell, Pam Grier e Steve Buscemi. Anche questo film fu un insuccesso.
Dopo Fuga da Los Angeles, Carpenter torna all'horror, ibridandolo con atmosfere da road movie e western, girando il film Vampires.
Cercando di mischiare fantascienza e thriller, nel 2001 Carpenter si dedica a Fantasmi da Marte, con Ice Cube, Jason Statham, Natasha Henstridge e Pam Grier. Il film non si rivela un grande successo al box-office.

### Gli anni duemila e il semiritiro
Presa una pausa dal cinema inizia ad autorizzare, e in alcuni casi produrre, varie riedizioni dei suoi vecchi film, considerati ormai classici della storia del cinema di genere: nel 2005 vengono girati i remake di Fog (The Fog - Nebbia assassina di Rupert Wainwright, con Tom Welling) e di Distretto 13 (Assault on Precinct 13 di Jean-François Richet, con Ethan Hawke e Laurence Fishburne). Risale al 2007: Halloween - The Beginning di Rob Zombie: Il film è un reboot, che punta anche ad una intelligente revisione psicologica dell'assassino e del suo rapporto con la sorella. Doveva restare un episodio a sé stante, ma dato il buon successo di critica e pubblico nel 2009 Zombie, controvoglia e su pressioni dei produttori, realizza Halloween II.
Carpenter è stato inoltre uno dei tredici registi coinvolti nella prima stagione della serie Masters of Horror. Il suo corto Cigarette Burns - Incubo mortale è stato accolto da critiche positive, che lo hanno portato a realizzare un altro episodio (Il seme del male) per la seconda stagione del programma.
Carpenter aveva annunciato per il 2008 una pellicola intitolata Psycopath, che avrebbe segnato il suo ritorno al grande schermo. La pellicola si è arenata in fase di pre-produzione, mentre veniva sviluppata in collaborazione con Oxide e Danny Pang, autori di The Grudge, The Ring e The Messengers. A dieci anni distanza da Fantasmi da Marte, il progetto si concretizza e Carpenter torna alla regia per il cinema con The Ward - Il reparto, che in seguito al flop europeo viene distribuito direttamente in Home video negli USA.
Carpenter dal 2013 si è dedicato anche alla creazione e supervisione di serie a fumetti, pubblicate da Storm King Comics, una divisione della Storm King Productions Inc. di Sandy King. La prima opera si intitola John Carpenter's Asylum ed è co-creata insieme a Thomas Ian Griffith e Sandy King. Si tratta di una miniserie di genere horror che vede Bruce Jones ai testi e Leonardo Manco ai disegni. Viene distribuita a partire da maggio 2013.
Nel 2014 sviluppa una serie regolare a fumetti sul film Grosso guaio a Chinatown, da lui diretto nel 1986. Il soggetto viene scritto insieme al pluripremiato cartoonist Eric Powell (conosciuto per l'opera indipendente The Goon) e i disegni sono affidati a Brian Churilla. La serie viene pubblicata dai Boom!Studios e la storia è il sequel ufficiale del film originale con Kurt Russell nei panni del camionista Jack Burton. Le prime vignette del fumetto riprendono infatti il cliffhanger del lungometraggio nel quale il truck di Jack (battezzato Pork-Chop Express) era stato abbordato da un demone scimmia.
In seguito al buon riscontro ottenuto dal fumetto-sequel di Grosso guaio a Chinatown, la Bomm!Studios decide pubblicare un'altra serie a fumetti su un classico di Carpenter: con la supervisione dello stesso regista viene lanciata la serie Escape from New York, opera che riprende le vicende di Iena (o Snake) Plissken subito dopo gli eventi del film 1997: Fuga da New York. Anche in questo caso si tratta di un sequel canonico del lungometraggio del 1981 e si colloca prima della storia narrata in Fuga da Los Angeles del 1996, secondo film diretto da Carpenter sul futuro distopico dell'anti-eroe Snake Plissken. La serie a fumetti vede ai testi lo scrittore Christopher Sebela (nominato agli Eisner Award per l'opera High Crimes) e ai disegni Diego Barreto.

## Stile
I suoi film sono caratterizzati da fotografia e illuminazione minimalisti, una macchina da presa non eccessivamente mobile, senza dimenticarsi però dei piani sequenza (vedi l'inizio di Halloween - La notte delle streghe), e colonne sonore, spesso realizzate mediante sintetizzatore, composte da lui stesso o, alle volte, in collaborazione con altri (eccetto che per i film La cosa, con la musica composta da Ennio Morricone; Starman, composta da Jack Nitzsche; Avventure di un uomo invisibile e Fuga da Los Angeles, composte da Shirley Walke; The Ward - Il reparto, composta da Mark Kilian).
Le pellicole di Carpenter glorificano spesso degli anti-eroi, personaggi di estrazione proletaria in aperto contrasto con le istituzioni, e i suoi soggetti hanno spesso tematiche che riflettono una forte critica sulla società capitalistica americana: esempi di questo sono in particolare Essi vivono, 1997: Fuga da New York e Fuga da Los Angeles. Altre costanti del suo cinema sono l'analisi del rapporto fra il bene e male e un'inquietante messa in discussione della realtà che viviamo e dei valori della società moderna.
Da un lato influenzato, dall'altro influente, John Carpenter ha sempre asserito di essersi ispirato ai capolavori di Howard Hawks, Alfred Hitchcock, Jack Arnold e Fred McLeod Wilcox, oltreché dalla serie televisiva Ai confini della realtà. Carpenter ha affermato di adorare Un dollaro d'onore e La cosa da un altro mondo di Hawks (l'uno è stato citato con Distretto 13, l'altro con La cosa), mentre di Arnold e Wilcox adora Il mostro della laguna nera e Il pianeta proibito (non a caso, quest'ultimo è il film che Laurie e Tommy stanno guardando alla TV in Halloween - La notte delle streghe).
A sottolineare questa sua adulazione del cinema di Hawks e della fantascienza "classica", Carpenter ha spesso utilizzato degli pseudonimi (lavorando al montaggio, al soggetto ed altro) che si ricollegavano irrimediabilmente alle icone dei suoi film preferiti: John T. Chance (lo sceriffo interpretato da John Wayne in Un dollaro d'onore), James T. Chance, Frank Armitage, Rip Haight e Martin Quatermass (il nome di uno dei suoi personaggi di fantascienza preferiti).
Molto spesso inoltre Carpenter ha omaggiato diversi suoi amici, colleghi o parenti: in Fuga da New York ci sono dei personaggi che richiamano registi suoi amici: Cronenberg (David Cronenberg), Romero (George A. Romero), Taylor (Don Taylor), mentre ad esempio in Fog vi sono Nick Castle (soggettista di 1997), Elizabeth Solley, Dan O'Bannon, T. L. Wallace e altri.

## Filmografia

### Regista

#### Lungometraggi
- Dark Star (1974)
- Distretto 13 - Le brigate della morte (Assault on Precinct 13) (1976)
- Halloween - La notte delle streghe (Halloween) (1978)
- Fog (The Fog) (1980)
- 1997: Fuga da New York (Escape from New York) (1981)
- La cosa (The Thing) (1982)
- Christine - La macchina infernale (Christine) (1983)
- Starman (1984)
- Grosso guaio a Chinatown (Big Trouble in Little China) (1986)
- Il signore del male (Prince of Darkness) (1987)
- Essi vivono (They Live) (1988)
- Avventure di un uomo invisibile (Memoirs of an Invisible Man) (1992)
- Il seme della follia (In the Mouth of Madness) (1994)
- Villaggio dei dannati (Village of the Damned) (1995)
- Fuga da Los Angeles (Escape from L.A.) (1996)
- Vampires (1998)
- Fantasmi da Marte (Ghosts of Mars) (2001)
- The Ward - Il reparto (The Ward) (2010)

#### Corto e mediometraggi
- Revenge of the Colossal Beasts (1962)
- Terror from Space (1963)
- Captain Voyeur (1969)
- Gorgon, the Space Monster (1969)
- Gorgo Versus Godzilla (1969)
- Warrior and the Demon (1969)
- Sorceror from Outer Space (1969)

#### Televisione
- Pericolo in agguato (Someone's Watching Me!) (1978) - film TV
- Elvis, il re del rock (Elvis) (1979) - film TV
- Body Bags - Corpi estranei (Body Bags), co-regia di Tobe Hooper (1993)
- Masters of Horror (2005-2006) - episodi Cigarette Burns - Incubo mortale (Cigarette Burns) e Il seme del male (Pro-Life)
- John Carpenter's Suburban Screams (2023) - miniserie TV

### Sceneggiatore

#### Lungometraggi
- Dark Star (1974)
- Distretto 13 - Le brigate della morte  (Assault on Precinct 13) (1976)
- Occhi di Laura Mars (Eyes of Laura Mars), regia di Irvin Kershner (1978)
- Halloween - La notte delle streghe (Halloween) (1978)
- Fog (The Fog) (1980)
- 1997: Fuga da New York (Escape from New York) (1981)
- Il signore della morte (Halloween II), regia di Rick Rosenthal (1981)
- Il giorno della luna nera (Black Moon Rising), regia di Harley Cokeliss (1986)
- Il signore del male (Prince of Darkness) (1987)
- Essi vivono (They Live) (1988)
- Blood River - La vendetta corre sul fiume (Blood River), regia di Mel Damski (1991)
- Fuga da Los Angeles (Escape from L.A.) (1996)
- Vampires (John Carpenter's Vampires) (1998)
- Fantasmi da Marte (Ghosts of Mars) (2001)

#### Corto e mediometraggi
- Revenge of the Colossal Beasts (1962)
- Terror from Space (1963)
- Captain Voyeur (1969)
- Gorgon, the Space Monster (1969)
- Gorgo Versus Godzilla (1969)
- Warrior and the Demon (1969)
- Sorceror from Outer Space (1969)

#### Televisione
- Pericolo in agguato (Someone's Watching Me!) (1978)
- Il giorno in cui le allodole voleranno (Better Late Than Never), regia di Richard Crenna (1979)
- Elvis - Il re del rock (Elvis) (1979)
- El Diablo, regia di Peter Marckle (1990)
- Body Bags - Corpi estranei (Body Bags), co-regia di Tobe Hooper (1993)

### Compositore
- Dark Star (1974)
- Distretto 13 - Le brigate della morte (Assault on Precinct 13) (1976)
- Halloween - La notte delle streghe (Halloween) (1978)
- Fog (The Fog) (1980)
- 1997: Fuga da New York (Escape from New York) (1981)
- Il signore della morte (Halloween II), regia di Rick Rosenthal (1981)
- Halloween III - Il signore della notte (Halloween III: Season of the Witch), regia di Tommy Lee Wallace (1982)
- Christine - La macchina infernale (Christine) (1983)
- Grosso guaio a Chinatown (Big Trouble in Little China) (1986)
- Il signore del male (Prince of Darkness) (1987)
- Essi vivono (They Live) (1988)
- Halloween 5 - La vendetta di Michael Myers (Halloween 5: The Revenge of Michael Myers), regia di Dominique Othenin-Girard (1989)
- Il seme della follia (In the Mouth of Madness) (1994)
- Villaggio dei dannati (John Carpenter's Village of the Damned) (1995) - insieme a Dave Davies e Varése Sarabande
- Fuga da Los Angeles (Escape from L.A.) (1996)
- Vampires (1998)
- Fantasmi da Marte (Ghosts of Mars) (2001)
- Halloween - La resurrezione (Halloween: Resurrection), regia di Rick Rosenthal (2002)
- Halloween, regia di David Gordon Green (2018) - insieme a Cody Carpenter
- Halloween Kills, regia di David Gordon Green (2021) - insieme a Cody Carpenter e Dave Davies
- Firestarter, regia di Keith Thomas (2022) - insieme a Cody Carpenter e Dave Davies
- Halloween Ends, regia di David Gordon Green (2022) - insieme a Cody Carpenter e Dave Davies

### Produttore
- Dark Star (1974)
- Distretto 13 - Le brigate della morte (Assault on Precinct 13) (1976)
- Halloween - La notte delle streghe (Halloween) (1978)
- Il signore della morte (Halloween II), regia di Rick Rosenthal (1981)
- Halloween III - Il signore della notte (Halloween III: Season of the Witch), regia di Tommy Lee Wallace (1982)
- Philadelphia Experiment (The Philadelphia Experiment), regia di Stewart Raffill (1984)
- Il giorno della luna nera (Black Moon Rising), regia di Harley Cokeliss (1986)
- Il cacciatore delle tenebre (Vampires: Los Muertos), regia di Tommy Lee Wallace (2001)
- The Fog - Nebbia assassina (The Fog), regia di Rupert Wainwright (2005)
- Halloween, regia di David Gordon Green (2018)
- Halloween Kills, regia di David Gordon Green (2021)
- Halloween Ends, regia di David Gordon Green (2022)

### Attore
- Distretto 13 - Le brigate della morte (Assault on Precinct 13) (1976)
- Halloween - La notte delle streghe (Halloween) (1978)
- Fog (The Fog) (1980)
- 1997: Fuga da New York (Escape from New York) (1981)
- La cosa (The Thing) (1982)
- Starman (1984)
- Grosso guaio a Chinatown (Big Trouble in Little China) (1986)
- Il ragazzo che sapeva volare (The Boy Who Could Fly), regia di Nick Castle (1986)
- Avventure di un uomo invisibile (Memoirs of an Invisible Man) (1992)
- Body Bags - Corpi estranei (Body Bags), co-regia di Tobe Hooper (1993)
- Il silenzio dei prosciutti (The Silence of the Hams), regia di Ezio Greggio (1994)
- Villaggio dei dannati (Village of the Damned) (1995)

### Doppiatori italiani
- Rodolfo Bianchi in Body Bags - Corpi estranei
- Giorgio Melazzi in The Thing [14]

## Discografia

### Album in studio
- 2015 – Lost Themes
- 2015 – Lost Themes Remixed
- 2016 – Lost Themes II
- 2017 – Anthology: Movie Themes 1974-1998
- 2021 - Lost Themes III: Alive After Death
- 2023 - Antholy II (Movie Themes 1978-1988)
- 2024 - Lost Themes IV: Noir
- 2025 - Lost Themes 10th Anniversary Expanded Edition

### EP
- 2016 – Classic Themes Redux EP

## Pubblicazioni
- John Carpenter's Asylum (2013-14) scritto con sua moglie Sandy King e pubblicato da Storm King Comics.

" Big Trouble in Little China (2014) con Eric Powell e pubblicato da BOOM! Studios.
- Tales for a Halloween Night. Non scritto completamente da Carpenter ma tanti racconti sono suoi. Uscito nel 2015 e pubblicato da Storm King Comics.
- The Joker: Year of the Villain#1 co-scritto con Anthony Burch uscito nel 2019 e pubblicato da DC Comics.
- Tales of Science Fiction: HELL. Uscito nel 2022 e pubblicato da Storm King Comics.

## Riconoscimenti
- Saturn Award
  - Candidatura al miglior regista per 1997: Fuga da New York (1982)
  - Candidatura alla migliore colonna sonora per Grosso guaio a Chinatown (1987)
  - Candidatura alla migliore colonna sonora per Il signore del male (1988)
  - Migliore colonna sonora per Vampires (1999)[15]
- Fantasporto
  - Candidatura al miglior film per Essi vivono (1989)
  - Candidatura al miglior film per Avventure di un uomo invisibile (1993)
  - Candidatura al miglior film per Body Bags (1994)
  - Premio della critica per Il seme della follia (1995)
  - Candidatura al miglior film per Il seme della follia (1995)

## Citazioni e omaggi
Numerosi registi horror, di film di fantascienza e di film indipendenti hanno lodato le opere di Carpenter: tra questi troviamo Quentin Tarantino, Guillermo del Toro, Paul Thomas Anderson e Robert Rodriguez.
L'artista synthwave francese Carpenter Brut, nome d'arte di Franck Hueso, ha più volte omaggiato Carpenter includendo alcuni spezzoni dei suoi film nei propri video musicali.
In particolare la carriera registica di Robert Rodriguez è nata principalmente alla visione di 1997: Rodriguez visionò la pellicola fantascientifica all'età di 12 anni e asserì di poter fare di meglio, iniziando dunque a girare cortometraggi. Carpenter doveva essere coinvolto nella realizzazione della colonna sonora di Grindhouse - Planet Terror, omaggio ai B-Movies diretto da Rodriguez, ma ha rifiutato. Il texano Rodriguez si è messo all'opera ricreando dei motivi ripetuti e molto simili a quelli di La cosa e Il signore del male, così profondi e di suspense che Carpenter si è personalmente congratulato con lo stesso Rodriguez.